# エバーソン対教育委員会事件
エバーソン対教育委員会事件（エバーソンたいきょういくいいんかいじけん、英語: Everson v. Board of Education, 330 U.S. 1 (1947) ）とは、アメリカ合衆国の権利章典に定められた「国教樹立禁止条項 (Establishment Clause) 」を州法に適用させたアメリカ合衆国最高裁判所の画期的な判決である。
この判決以前、多くの州政府はある特定の宗派に対して立法上または事実上の特権を付与していたにもかかわらず、アメリカ合衆国憲法修正第1条の文言である「連邦議会は国教の樹立を助長する法律を制定してはならない。("Congress shall make no law respecting an establishment of religion") 」の制約は、連邦政府にのみ課されていた。この事件はアメリカ合衆国憲法修正第14条のデュー・プロセス条項に基づいて州を規制し、修正第1条の国教樹立禁止条項を州に組み込ませた連邦最高裁の最初の事件である。エバーソン裁判における本判決は、現代の国教樹立禁止規制の解釈や適用における転換点となった。
本訴訟はニュージャージー州のある納税者が租税によって運営資金を得ていた学校区に対して起こされた。被告の学校区は、通学のために公共交通システムを利用する公立および私立学校の児童を持つ親に対し、助成金を交付していた。原告の納税者はこの措置に対して次のように主張した。すなわち、私立の宗教系学校に通う児童に対して助成金を交付することは、宗教に対して国家が助成することを禁じた憲法の規定に違反するものであり、納税者が納めた税金をかような目的に使用することは憲法のデュー・プロセス条項に違反していると主張した。連邦最高裁判事の意見はニュージャージー州の政策が宗教を支援する性質を有しているか否かという問題によって分かれ、多数意見では州の助成金は「別個の存在であり、従って明らかに宗教的作用から区別されたものである」とし、憲法に違反していないと判示した。しかし、賛成意見、反対意見を表明した両判事らは、憲法は政治と宗教の厳格な分離を要求している点については明白な一致を見た。判事らが力強く示した意見は、後に、立法や公教育、宗教的事項に関連するその他の政策において広範囲の変化をもたらすことになった一連の判決へ至る道を啓くことになった。ヒューゴ・ブラック判事の多数意見およびワイリー・ブラウント・ラトリッジ判事の少数意見によって、修正第1条の宗教条項は「宗教と国家を分離する壁」という観点から定義付られるようになった。

## 背景
ニュージャージー州法は、通学のために利用される交通費に対する助成金を地方学校区に交付しており、その中には私立学校も含まれていた。この政策によって助成金を受けていた私立学校の内、その96%は教区経営のカトリック学校であった。ユーイング・タウンシップの納税者であるアーチ・R・エバーソン (Arch R. Everson) は訴訟を提起し、次の通りに申し立てを行った。宗教系学校に登校した結果によって児童および親が負担した費用に対し、助成金を交付する制度を通じた宗教に対する間接的な助成は、ニュージャージー州憲法およびアメリカ合衆国憲法修正第1条に違反していると主張した。ニュージャージー州控訴裁判所、州最高裁において原告が敗訴した後、エバーソンは単に合衆国憲法上の問題について合衆国最高裁判所に上告した。1946年11月20日、口頭弁論が開始された。

## 意見
1947年2月10日、5対4でヒューゴ・ブラック判事を筆頭に、ニュージャージー州法は合憲であるとの判決を下した。すなわち、州の助成金制度は宗教に関わりなく全ての学生に提供されており、またその制度に基づく助成金は児童の親に支給されており、いかなる宗教施設に対しても支給されてないと判断した。しかし、実際の裁判結果と同じく重要なものは、恐らく全裁判官が下した国教樹立禁止条項の解釈であった。国教樹立禁止条項の幅広い解釈によって、事件後数十年に渡って最高裁判決を基礎付けることになった。その例としてブラック判事の言葉に次のようなものがある。
「修正第1条の『国教樹立禁止条項 ('establishment of religion' clause) 』が意味するところは少なくとも次の通りである。国家ないし連邦政府のいずれも教会を樹立することは出来ない。また、〔国家または連邦政府は〕単一の宗教または全ての宗教を助成し、単一の宗教を他の宗教に優先させる法律を制定してはならないのであって、〔国家または連邦政府は〕個人の意思に反して教会に行くように、または教会に行かないように個人に強いらせ、影響を与え、または、いかなる宗教を信仰し、または信仰しないことを告白するよう強いることはできない。いかなる個人も宗教の信仰または不信仰を抱き、告白すること、または教会に出席または欠席することを理由として罰則を科されてはならない。またいかなる税金も、その金額の多寡に関わらず、いかに呼称され、または宗教を教え、実践するために採られたいかなる形態の宗教的活動や施設を支援する目的のために課税されてはならない。国家または連邦政府は、公然または秘密に、いかなる宗教的組織や団体の業務に参加してはならず、その逆も然りである。ジェファーソンの言葉を借りれば、法律による宗教の樹立を禁止する当該条項は『国家と教会を分離する壁』を築くことを意図したものである。」 (330 U.S. 1, 15-16.)
ジャクソン判事は反対意見を表明し、フランクファーター判事もこれに賛同した。ラトリッジ判事は別の反対意見を表明し、フランクファーター判事、ジャクソン判事、バートン判事がこれに賛同した。反対意見を述べた四名の判事はブラック判事の国境樹立禁止条項に関する定義に同意したが、ブラック判事が定めた指針は必然的に問題となった州法を無効化することになるとして異議を唱えた。 
ワイリー・ラトリッジ判事が表明した反対意見の中で、彼は次のように主張している。
「ここで利用された基金は税金によって賄われたものである。当法廷はその基金の利用が事実上、宗教的施設を援助し、助長し得るかについて異議を唱えることは無いし、異議を唱えることも出来ないと考える。よって、この援助は法律上の「支持 (support) 」には当たらないと結論付けざるを得ない。しかしマディソンおよびジェファーソンは、「先例に関与した」法的結論としてではなく、事実上の援助または支援について懸念していた。この親は児童を教区経営の学校に通わせるために料金を支払い、税金で賄われた基金は彼らに払い戻すために利用される。これは学校に登校する児童と児童を送り出す親を援助するに留まるものではない。基金は間接的な方法によって児童と親を援助し、児童は特定の学校を保護するために、すなわち、宗教的訓練や教育のために、送り出されているという事実を手に入れることになったのである。」 (330 U.S. 1, 45.)

## 影響
合衆国最高裁判所が設置されてから最初の一世紀、最高裁は合衆国憲法にある権利章典を連邦政府に対する制約と解釈し、州政府は州独自の憲法によって州民に賦与された権利に拘束されると判断していた。この時期の連邦法が合衆国市民の私的領域に及ぼした影響はほぼ僅かであったために、連邦の権利章典に定められた条項をどのように解釈するのかという最小限の注意を最高裁は払っていた。
南北戦争が終結した頃に合衆国憲法修正第13条から修正第15条が成立した後、合衆国最高裁は州が制定した法律の合憲性を巡る何百もの裁判に携わることになった。これらの裁判における判決はしばしば、個人の権利を保護する準拠法または憲法上の義務からとしてよりも裁判官個人の偏見による結果であると批判されることが多かった。しかし1930年代までには、修正第14条は州や地方政府からの修正第1条の保護をも、市民に対して与えているとする判断を最高裁が相次いで下すようになった。この事象は、いわゆる権利章典の組み入れとして知られている。
1940年のキャントウェル対コネティカット州事件で下された判決は、合衆国最高裁が修正第1条の宗教条項を州に適用させた最初の事件であり、この事件ではいわゆる自由活動条項に関心が集められた。続く1947年のエバーソン事件における判決は、国教樹立禁止条項が初めて州に組み込まれたものであった。その後も公立学校から教会の結び目を解く数多くの州の裁判が起こった。その中の著名な裁判として、1951年のニューメキシコ州で起きたゼラーズ対ハフ事件が挙げられる。 
エバーソン判決後の数十年間の間、修正第1条に関する似たような事件が裁判所において溢れかえっていた。合衆国憲法の修正条項の文中にある国境樹立禁止条項と自由活動条項の二者を充足させる政府の二重の義務をどのように均衡させべきか立法者と裁判官が奮闘したとき、エバーソン判決の中の「分離の壁」というトーマス・ジェファーソンの隠喩は、彼らによって引き合いに出されることになった。エバーソン判決において少数意見を表明したラトリッジ判事は憲法は「宗教に対するいかなる形態の援助および支援 (every form of public aid or support for religion) 」を禁じていると主張し、判事らはかような問題を巡って意見が分かれることになった。

## 関連文献
- Dunne, Gerald T. (1977年). Hugo Black and the judicial revolution. Simon & Schuster.
- Garry, Patrick M. (2004年). The Myth of Separation: America’s Historical Experience with Church and State (Vol. 33, No. 2 ed.). Hofstra Law Review.
- Hamburger, Philip (2002年). Separation of church and state. Harvard University Press. ISBN 978-0-674-00734-5。
- Harvard Law School Forum (1951年). "Public aid to parochial education; a transcript of a discussion on a vital issue, presented by the Harvard Law School Forum. Speakers: George H. Williams [and others] Moderator: George C. Homans. Held at Rindge Tech School, Cambridge, Mass". Cambridge Press. p. 56.
- McWhirter, Darien A. (1994年). The Separation of Church and State. Oryx.
- Paulsen, Michael A. (1986年). "Religion, Equality, and the Constitution: An Equal Protection Approach to Establishment Clause Adjudication". Notre Dame Law Review. pp. 311–317.
- Schultz, Jeffrey D.; West, John G. Jr.; Maclean, Iain, eds. (1999). "Disestablishment"; "Hugo L. Black". Encyclopedia of Religion in American Politics. Phoenix, Arizona: Oryx. p. 390.
- Witte, John Jr. (2000年). Religion and the American Constitutional Experiment: Essential Rights and Liberties. Boulder, CO: Westview Press. p. 164. ISBN 978-0-8133-4231-3。